# Occidryas blackmorei
Occidryas blackmorei är en fjärilsart som beskrevs av Gunder 1926. Occidryas blackmorei ingår i släktet Occidryas och familjen praktfjärilar. Inga underarter finns listade i Catalogue of Life.